# Segunda División de Chile 1952
Segunda División de Chile 1952 var den första säsongen av den nationella näst högsta divisionen för fotboll i Chile, som vanns av Palestino, efter en finalseger mot Rangers, och gick således upp i Primera División (den högsta divisionen).

## Tabell
|  |    | Lag                 | Poäng | M  | V  | O | F  | GM | IM | MSK |
|  | -- | ------------------- | ----- | -- | -- | - | -- | -- | -- | --- |
|  | 1. | Palestino           | 28    | 21 | 11 | 6 | 4  | 38 | 26 | +12 |
|  | 2. | Rangers             | 28    | 21 | 11 | 6 | 4  | 41 | 31 | +10 |
|  | 3. | Thomas Bata         | 24    | 21 | 10 | 4 | 7  | 35 | 27 | +8  |
|  | 4. | América             | 21    | 21 | 7  | 7 | 7  | 35 | 31 | +4  |
|  | 5. | Santiago National   | 21    | 21 | 9  | 3 | 9  | 41 | 41 | 0   |
|  | 6. | Mestranza Central   | 18    | 21 | 5  | 8 | 8  | 29 | 26 | +3  |
|  | 7. | Trasandino          | 16    | 21 | 5  | 6 | 10 | 35 | 44 | -9  |
|  | 8. | Instituto O'Higgins | 12    | 21 | 4  | 4 | 13 | 27 | 55 | -28 |

|  | Kvalificerade för finalspel. |

## Final
|  | 26 januari 1953 | Palestino | 4–2 | Rangers | Estadio Braden Copper Co., Rancagua |  |
|  |                 |           |     |         |                                     |  |
|  |                 |           |     |         |                                     |  |
|  |                 |           |     |         |                                     |  |